# Montelibretti
Montelibretti é uma comuna italiana da região do Lácio, província de Roma, com cerca de 4.518 habitantes. Estende-se por uma área de 44 km², tendo uma densidade populacional de 103 hab/km². Faz fronteira com Capena, Fara in Sabina (RI), Fiano Romano, Monterotondo, Montopoli di Sabina (RI), Montorio Romano, Moricone, Nerola, Palombara Sabina.

## Demografia
| Variação demográfica do município entre 1861 e 2011                               |
|                                                                                   |
| Fonte: Istituto Nazionale di Statistica (ISTAT) - Elaboração gráfica da Wikipedia |